# Ferrari 250 LM
La Ferrari 250 LM è una vettura stradale realizzata dalla casa automobilistica italiana Ferrari durante gli anni sessanta. Spesso viene erroneamente denominata Ferrari 275 LM a causa della cilindrata di 3,3 litri. Essa fu impiegata attivamente nelle competizioni e partecipò inizialmente al challenge mondiale endurance.

## Storia
Nel 1963 la Ferrari presentò al Salone dell'automobile di Parigi quella che doveva essere l'erede della 250 GTO, la 250 LM. Derivata dal prototipo 250 P, la sigla LM stava per Le Mans, ad indicare che la vettura era destinata a partecipare alla gara di durata francese. In totale ne vennero prodotti 33 esemplari (32 secondo altre fonti), ma la FIA non lo ritenne un numero sufficiente (ne occorrevano 100) e non concedette l'omologazione nella categoria Gran Turismo del campionato del mondo sportprototipi, così la 250 LM dovette confrontarsi con i prototipi. Nonostante ciò riuscì a riportare diverse affermazioni importanti. Ma in seguito a quella mancata omologazione Enzo Ferrari per protesta schierò negli ultimi Gran Premi della stagione della Formula 1 del 1964 le sue monoposto affidate a John Surtees (che poi vincerà il campionato del mondo) e a Lorenzo Bandini con i colori bianco e blu della North American Racing Team, la NART, di cui era proprietario Luigi Chinetti, importatore delle Ferrari per il Nord America.

### Berlinetta Speciale

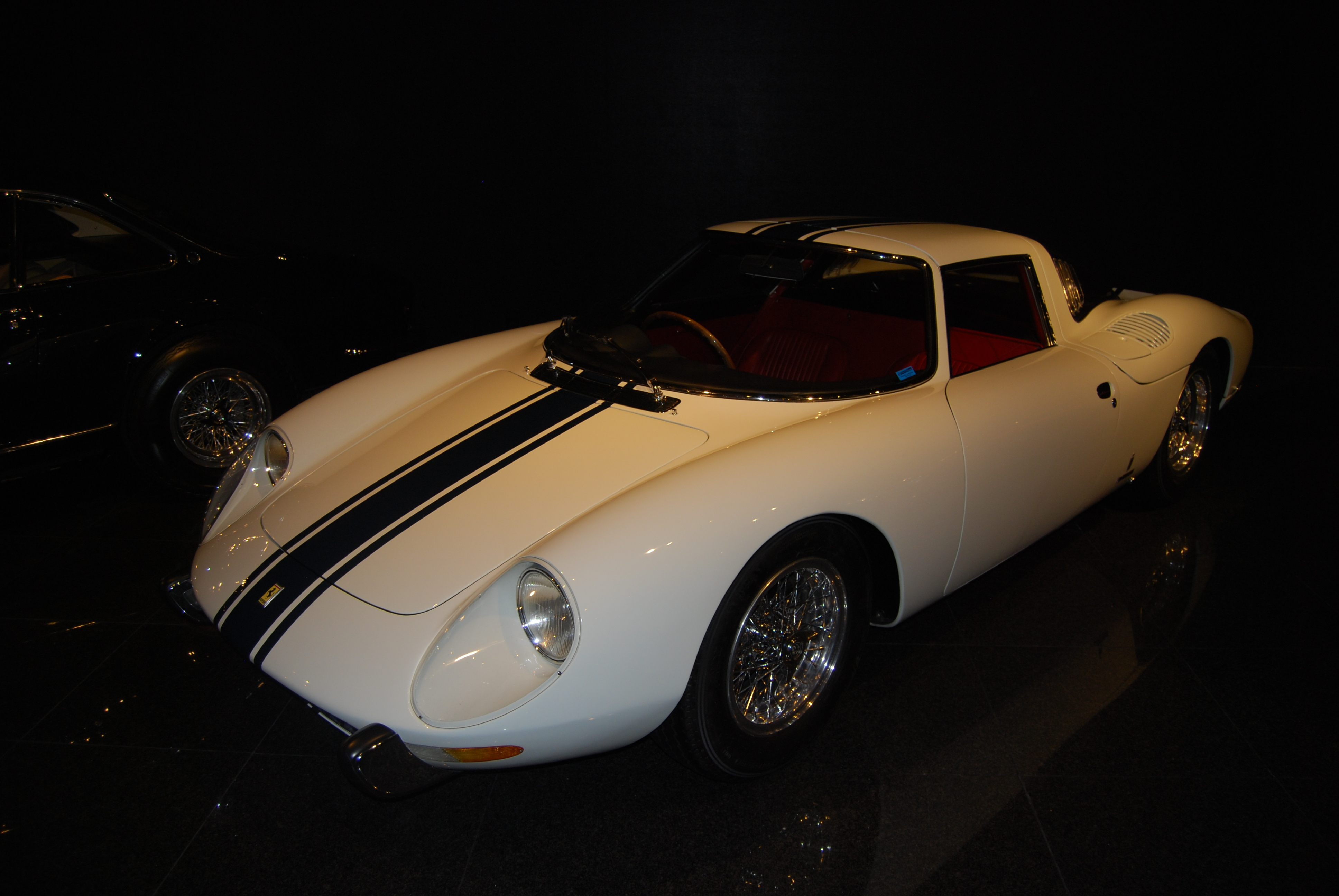
La 250 LM Berlinetta Speciale

Nel 1965, anno della vittoria della 250 LM a Le Mans, Pininfarina allestì una versione speciale di questa vettura, disegnata da Leonardo Fioravanti. La 250 LM Berlinetta Speciale, così venne chiamata, venne presentata al Salone dell'automobile di Ginevra dello stesso anno.
Le differenze principali erano l'ampio lunotto in plexiglas, che copriva il vano motore in luogo del preesistente cofano posteriore piatto, le prese d'aria sui passaruota  posteriori che vennero coperte da una griglia e l'aggiunta di piccoli rostri paraurti cromati. La vettura adottava la livrea del team N.A.R.T., un fondo bianco con una striscia blu.

## Caratteristiche tecniche
La 250 LM presentata al Salone di Parigi montava un V12 da 2953,2 cm³ di cilindrata, lo stesso impiegato dalla 250 GTO e dalla Testa Rossa. Ma nei successivi esemplari la cilindrata fu portata a 3285,7 cm³, sicché alcune fonti la riportano erroneamente con il nome di 275 Le Mans, seguendo il tradizionale codice delle denominazioni delle berlinette Ferrari, in cui il numero fa riferimento alla cilindrata unitaria.
L'alimentazione era affidata a 6 carburatori 38DCN della Weber. Il motore era montato longitudinalmente e in posizione centrale, ed il cambio, a 5 rapporti, era anch'esso longitudinale e montato a sbalzo dietro al motore stesso. La potenza era di 320 CV.
Il telaio era a traliccio in tubi di acciaio. Le sospensioni, sia quelle anteriori che quelle posteriori, erano a doppi triangoli sovrapposti con ruote indipendenti, gli ammortizzatori erano idraulici con molle elicoidali.

## Attività agonistica
La carriera agonistica della Ferrari 250 LM fu influenzata dalla mancata omologazione tra le Gran Turismo che concorrevano al campionato del mondo sportprototipi, pertanto la vettura fu iscritta nella classe Prototipi gran turismo oltre 3.0 litri (solo la vettura col telaio nr. 5149 del N.A.R.T., col propulsore da 3 litri, fu iscritta tra i Prototipi gran turismo entro 3.0 litri) che gareggiavano nel challenge mondiale endurance, andando a confrontarsi con vetture espressamente progettate per le competizioni, quali le Ferrari 250 P (e le loro derivate), la Maserati Tipo 151 e la Iso Grifo A3C, oltre che con altre GT non ancora omologate, come la Ford GT40.
Nonostante ciò ottenne il primo e il secondo posto assoluto alla 12 Ore di Reims del 1964 e alla 24 Ore di Le Mans del 1965 (ultimo successo della casa di Maranello nella maratona francese prima del ritorno alla vittoria assoluta nel 2023, dopo 58 anni, con l'hypercar 499 P con l'equipaggio Calado - Pier Guidi - Giovinazzi), nello stesso anno vinse la 500 km di Spa e nell'anno successivo conquistò la 1000 km di Parigi. La vettura vinse l'ultima corsa nel 1967.
La 250 LM riscontrò molto successo tra le scuderie private e anche le due vetture che vinsero la 24 Ore di Le Mans appartenevano a team privati, precisamente quella giunta per prima alla scuderia americana N.A.R.T. e quella giunta seconda a una scuderia belga privata.

## Palmarès
- 5 luglio 1964: 12 Ore di Reims; Graham Hill/Jo Bonnier[8]
- 13 settembre 1964: 500 miglia di Elkhart Lake; Hansgen/Pabst
- 31 ottobre 1964: 9 Ore del Rand (Circuito di Kyalami); Piper/Tony Maggs
- 16 maggio 1965: 500 km di Spa; Willy Mairesse
- 7 giugno 1965: 6 Ore di Perth; Spencer Martin
- 19-20 giugno 1965: 24 Ore di Le Mans; Rindt/Gregory/Ed Hugus[9]
- 16 ottobre 1966: 1000 km di Parigi; Piper/Parkes